# 郑永飞
郑永飞（1959年10月—），男，安徽长丰人，中国地球化学家，中国科学技术大学教授。现任中国科学技术大学地球和空间科学学院副院长，中国科学院壳幔物质与环境重点实验室主任。

## 生平
1982年毕业于南京大学地质学系并获学士学位，1985年获该校硕士学位。1991年在德国哥廷根大学获博士学位。
2018年1月，当选第十三届全国政协委员。

## 社会兼职
Terra Nova、Ceochemical Journal和《科学通报》副主编，Chemical Geology、Lithos和Ore Geology Review编委。